# Питър Стийл
Питър Стийл (на английски: Peter Steele; по рождение Питър Ратайчик, Peter Thomas Ratajczyk) е вокал, басист и композитор на готик-дуум групата Type O Negative.
Преди да се присъедини към Тайп О Негатив свири в метал групата Фолаут (Fallout) и траш бандата Карнивор (Carnivore). На височина е 2,01 метра, има нисък, дълбок глас.

## Биография
Стийл е известен със своя черен хумор и клинична депресия, поради която често е получавал психиатрична помощ. Имало е и недоказани слухове за смъртта на Стийл, след като на сайта на групата се появява изображение с надгробен камък, на който пише „Питър Стийл 1962 – 2005”. Стийл всъщност не е бил мъртъв, спрямо статия от 4 май 2005, а шеговито е отбелязал подписването на договор с SPV Records. Независимо от това, Стийл изчезва за известно време от публичното пространство. Плъзват слухове за смърт, тежка болест и други спекулации, докато мистерията не бива развенчана през 2006 чрез DVD-то Symphony for the Devil (Симфония за Дявола). В DVD-то е включено интервю, в което Стийл лаконично споменава затварянето му в Riker`s Island и „психиатричното отделение в King`s County Hospital“, поради тежката му зависимост към наркотични вещества.
През август 1995 списание „Плейгърл“ публикува голи снимки на Стийл, но тъй като Кени Хики (Kenny Hickey, китарист на Type O Negative) открива, че едва 23% от абонатите към списанието са жени, Питър по-късно съжалява за своето решение и споделя, че е било наивна каскада с цел самореклама.
През април 2007 Стийл признава, че е започнал да се идентифицира с Римския католицизъм през последните години, след десетилетия атеизъм. В интервю с Децибел (Decibel), Стийл пояснява: „Казват, че няма атеисти в окопа, но аз се чувствах като такъв дълго време. Но след преминаване през кризата на средната възраст и преживявайки доста промени, аз осъзнах смъртността. А когато започнеш да мислиш за смъртта, се замисляш и за това, което настъпва след нея. И започваш да се надяваш, че има Бог. За мен е плашеща мисълта, че няма къде да отидеш след смъртта. Също така не мога да повярвам, че хора като Сталин и Хитлер ще отидат на същото място като майка Тереза.“
На 14 април 2010 Питър Стийл умира на 48-годишна възраст от сепсис, причинен от дивертикулит (първоначално се съобщава за сърдечна недостатъчност).